# 존 휴스 (기업인)

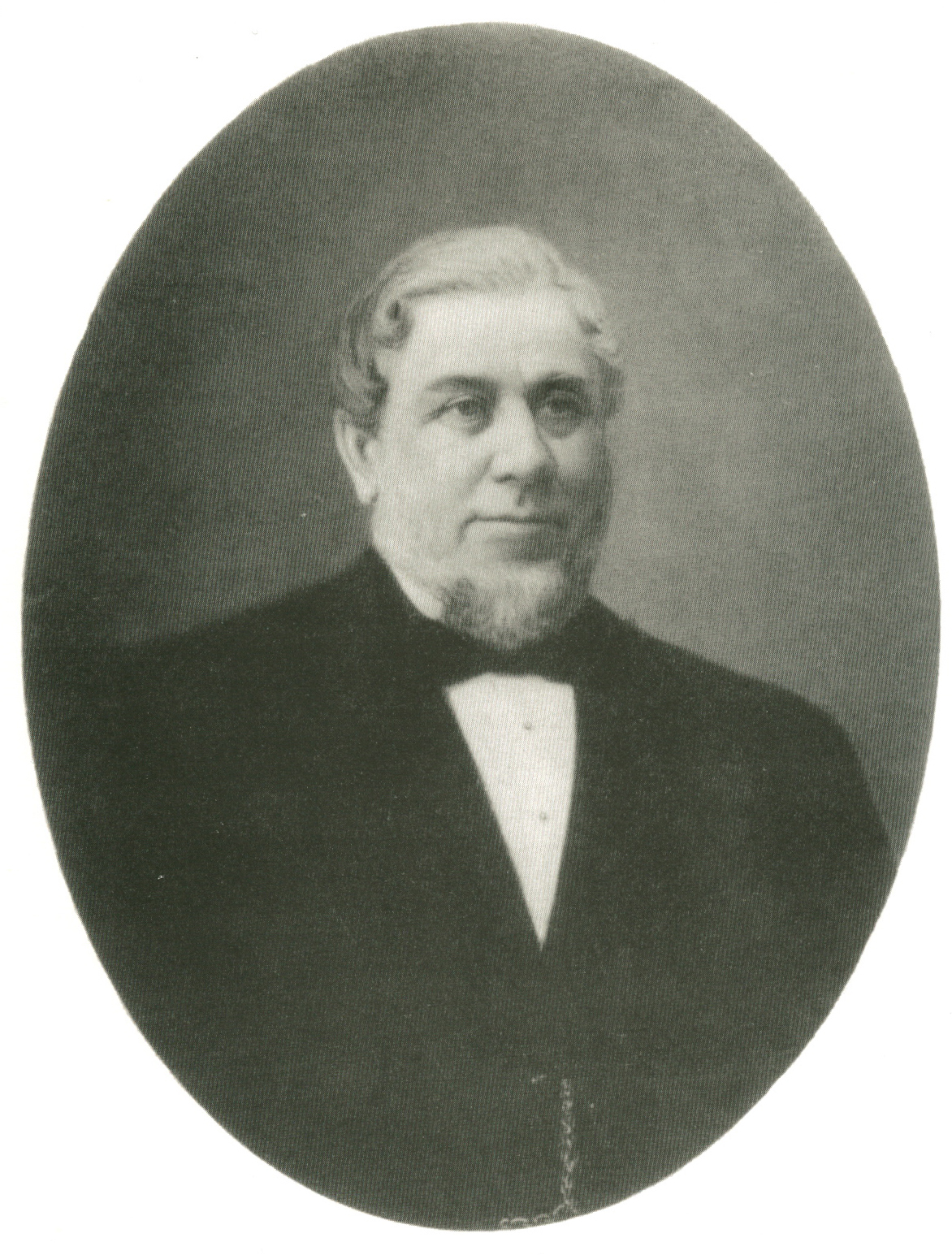
존 휴스

존 제임스 휴스(영어: John James Hughes, 1814년 ~ 1889년 6월 17일)는 웨일스의 엔지니어, 사업가이자 도네츠크를 세운 인물이다. 도네츠크의 이름은 원래 휴스의 이름에서 따온 유조우카(러시아어로는 유좁카)였고 1924년에 스탈리노로, 1961년에 도네츠크로 바뀌었다.

## 생애
휴스는 웨일스 머서티드빌에서 키파스파 아이언웍스(Cyfarthfa Ironworks)의 수석 엔지니어로 근무하는 부친 슬하에 태어났다. 휴스는 그 회사에서 부친의 지도 하에 그의 경력을 시작했다.
그후 웨일스 블라이나이궨트 에부베일로 이주하고 1840년대 뉴포트에 있는 주조공장에 입사했다. 이곳에서 휴스는 무기와 장갑판과 관련된 몇 가지 특허로 명성과 부를 얻었다. 이로 인한 수입으로 그는 28세에 조선소를 획득했도 36세에 뉴포트에 있는 주조공장을 소유하게 됐다. 이 시기 동안 휴스는 엘리자베스 루이스와 결혼한 후 뉴포트에서 6남 2녀를 보았다.

### 도네츠크 설립
1868년 밀월제철소(Millwall Iron Works Company)는 러시아 정부로부터 발트해 크론시타트에 해군 요새를 공사하라는 주문을 받았다. 휴스는 제철소 건설 약속을 받아냈고 1869년에 러시아 정치인 세르게이 코추베이로부터 아조프해 북쪽 토지를 획득했다.
휴스는 자본을 모으기 위해 '신 러시아 회사'(New Russia Company Ltd.)를 세웠고 1870년 여름 55세의 나이에 러시아로 이사를 갔다. 그는 선박 8척을 대동했는데 제철소 건설을 위한 장비 뿐 아니라 수많은 숙련공들과 동행했는데 이들 중 대부분은 웨일스 남부지역에서 온 제철소 직원 및 광부들이었다.
휴스는 바로 칼미우스강에 있는 알렉산드로우카 근처에서 제철소 공사를 시작했다. 제철소에는 용광로 8개가 있었고 1872년에 처음 선철을 투입했다. 1870년대 동안 탄광과 철광석, 광산들이 침수됐다. 그리고 벽돌공장과 다른 시설들이 자급자족이 가능한 공업단지 조성을 위해 들어섰다. 휴스는 더 나아가 철로 생산 공장을 세웠다.
휴스가 공장들을 세우고 유조우카는 급격히 성장했다. 휴스는 개인적으로 병원, 학교, 목욕탕, 다방, 소방서, 그리고 성 게오르기우스와 성 다비드를 위한 성공회 교회를 세웠다. 제철소 일대는 급격히 성장하여 해당 지역에서 산업, 문화적인 중심지가 됐다. 휴스가 건설한 도네츠크는 현재 도시권 기준 인구 100만 명을 넘는다.

### 사망과 매장
휴스는 상트페테르부르크 출장 도중 죽었다. 그의 유해는 런던에 있는 웨스트 노어우드 공동묘지에 부인과 같이 묻혔고 아들 중 몇몇도 훗날 같은 곳에 묻혔다.

### 휴스의 유산
휴스가 세운 제철소는 1913년 러시아 철 생산 74%를 차지했지만 제1차 세계 대전 확전에 의해 침체가 찾아왔다. 존 휴스를 따라온 수많은 사람들이 가족들과 정착했다. 다년간 제철소측에서 러시아 인력들을 훈련했지만 영국 출신 숙련공들은 계속 고용됐고 수많은 기술, 엔지니어랑, 관리 부분은 영국인들에 의해 채워졌는데 거의 웨일스 출신이었다. 번영하는 공동체가 세워졌고 직원들은 회사가 제공한 주택에서 양질의 삶을 누렸으며 영국식 학교와 성공회 교회도 세워졌다. 추운 겨울, 더운 여름, 간헐적인 콜레라 유행에도 불구하고 몇몇 가정들은 유조우카에서 다년간 남았다.
1917년 러시아 혁명이 일어나자 휴스의 형제들과 거의 모든 외국인 직원들이 영국이나 타국으로 떠났다. 1919년에 제철소가 볼셰비키에 의해 국영화됐다. 제철 산업은 그럼에도 살아남아 번영했고 도네츠크는 오늘날 중요한 금속산업 중심지로 남아 있다.
조각가 알렉산데르 미트로파노비치 스코리흐가 세운 기념물이 2001년 도네츠크에 세워졌다.
2014년 웨일스 밴드 매닉 스트리트 프리처스가 발매한 앨범 Futurology에서 언급된다.